# Heliconius arcuella
Heliconius arcuella är en fjärilsart som beskrevs av Druce 1874. Heliconius arcuella ingår i släktet Heliconius och familjen praktfjärilar. Inga underarter finns listade i Catalogue of Life.